# 卡斯特縣 (奧克拉荷馬州)
卡斯特縣（英語：Custer County）是美國奧克拉荷馬州西部的一個縣。面積2,595平方公里。根據美國2000年人口普查，共有人口26,142人。縣治阿拉帕霍 (Arapaho)。
成立於1892年4月19日。縣名紀念南北戰爭騎兵司令喬治·亞姆斯特朗·卡斯特。